# Serie de potencias
En matemáticas, una serie de potencias es una serie de la forma:
{\displaystyle \sum _{n=0}^{\infty }a_{n}\left(x-c\right)^{n}=a_{0}+a_{1}(x-c)^{1}+a_{2}(x-c)^{2}+\ldots }
alrededor de x=c, en el cual el centro es c, y los coeficientes {\displaystyle a_{n}} son los términos de una sucesión. Las series de potencias son útiles en el análisis matemático, donde surgen como series de Taylor de funciones infinitamente diferenciables. De hecho, el Teorema de Borel implica que toda serie de potencias es la serie de Taylor de alguna función suave.
En ocasiones, el centro c de la serie es igual a cero, con lo que la serie se denomina serie de Maclaurin y toma la forma simple
{\displaystyle \sum _{n=0}^{\infty }a_{n}x^{n}=a_{0}+a_{1}x+a_{2}x^{2}+\cdots .}
Es de utilidad al momento de construir conjuntos fundamentales de soluciones para ecuaciones diferenciales lineales de 2° orden cuyos coeficientes son funciones de una variable independiente. Más allá de su papel en el análisis matemático, las series de potencias también aparecen en Combinatoria como Función Generatriz (un tipo de serie formal de potencias) y en ingeniería electrónica (bajo el nombre de la Transformada Z). La notación decimal familiar para los números reales también puede considerarse como un ejemplo de una serie de potencias, con coeficientes enteros, pero con el argumento x fijado en 1/10. En Teoría de Números, el concepto de números p-ádicos también está estrechamente relacionado con el de una serie de potencias.

## Convergencia de series de potencias
Una serie de potencias {\textstyle \sum _{n=0}^{\infty }a_{n}(x-c)^{n}} es convergente para algunos valores de la variable x, lo que siempre incluirá x = c (como es habitual, {\displaystyle (x-c)^{0}}  se considera como {\displaystyle 1} y la suma de la serie es entonces {\displaystyle a_{0}} para x = c). La serie puede divergir para otros valores de x si c no es el único punto de convergencia, entonces siempre hay un número r con 0 < r ≤ ∞ tal que la serie converge siempre que |x – c| < r y diverge siempre que |x – c| > r. El número r se llama el radio de convergencia de la serie de potencias; en general, se da como
{\displaystyle r=\liminf _{n\to \infty }\left|a_{n}\right|^{-{\frac {1}{n}}}}
o equivalentemente,{\displaystyle r^{-1}=\limsup _{n\to \infty }\left|a_{n}\right|^{\frac {1}{n}}}(esto es el Teorema de Cauchy-Hadamard; ver límite superior y límite inferior para una explicación de la notación). La relación
{\displaystyle r^{-1}=\lim _{n\to \infty }\left|{a_{n+1} \over a_{n}}\right|}también es satisfecha si el límite existe.
El conjunto de los números complejos tales que |x – c| < r se llama el disco de convergencia de la serie. La serie converge absolutamente dentro de su disco de convergencia y converge uniformemente en todo subconjunto compacto del disco de convergencia.
Para |x – c| = r, no hay una afirmación general sobre la convergencia de la serie. Sin embargo, el Teorema de Abel establece que si la serie converge para algún valor z tal que |z – c| = r, entonces la suma de la serie para x = z es el límite de la suma de la serie para x = c + t (z – c) donde t es una variable real menor que 1 que tiende a 1.

### Teorema de convergencia de series de potencias
Sea {\displaystyle \textstyle \sum _{n=0}^{\infty }a_{n}(z-z_{0})^{n}} serie de potencias, obtenemos su representación como una serie de potencias convergente estableciendo el teorema de Taylor, el cual nos dice que si {\displaystyle f} es analítica en un disco abierto centrado en {\displaystyle z_{0}} entonces la serie de Taylor de {\displaystyle f} , 
{\displaystyle \sum _{n=0}^{\infty }{\frac {(f^{n})(z_{0})}{n!}}(z-z_{0})^{n};}
converge en el disco y es igual a {\displaystyle f(z)} en todo ese disco.
Si 
{\displaystyle \sum _{n=0}^{\infty }a_{n}(z-z_{0})^{n}}
es una serie de potencias, existe un único número {\displaystyle R\geq 0}, quizá mayor a infinito {\displaystyle \infty }; llamado el radio de convergencia, tal que si {\displaystyle \left|z-z_{0}\right|<R} , la serie converge y si {\displaystyle \left|z-z_{0}\right|>R}, la serie diverge. Específicamente la convergencia es uniforme y absoluta en cualquier disco cerrado en {\displaystyle A=\{{z\in C:\left|z-z_{0}\right|<R}\}}. No podemos generalizar la convergencia si {\displaystyle \left|z-z_{0}\right|=R}.
| Lema de Abel-Weierstrass |
| Sea {\displaystyle R=\sup\{r\geq 0:\quad \sum _{n=0}^{\infty }\vert a_{n}\vert r^{n}{\text{ converge}}\}}, donde sup es la cota superior más pequeña de ese conjunto de números reales.Suponga que {\displaystyle r_{0}\geq 0} y que {\displaystyle \vert a_{n}\vert r_{0}^{n}\leq M} para todo n, donde M es una constante. Para {\displaystyle r<r_{0},\textstyle \sum _{n=0}^{\infty }a_{n}(z-z_{0})^{n}} converge uniforme y absolutamente en el disco cerrado {\displaystyle A_{r}=\{z:\vert z-z_{0}\vert \leq r\}}. |

| Demostración |
| Sea {\displaystyle r_{0}<R}. Por la definición de R, existe una {\displaystyle r_{1}} con {\displaystyle r_{0}<r_{1}\leq R} tal que {\displaystyle \textstyle \sum \|a_{n}\|r_{1}^{n}} converge. Por lo tanto,{\displaystyle \textstyle \sum \|a_{n}\|r_{1}^{n}} converge, gracias al criterio de comparación. Los términos {\displaystyle \|a_{n}\|r_{0}^{n}} están acotados (a cero) y, por tanto, por el lema de Abel-Weierstrass, la serie converge uniforme y absolutamente en {\displaystyle A_{r}} para cualquier {\displaystyle r<r_{0}}. Puesto que cualquier {\displaystyle z} con{\displaystyle \|z-z_{0}\|<R} está en alguna {\displaystyle A_{r}} y viendo que siempre se puede escoger {\displaystyle r_{0}} tal que {\displaystyle r<r_{0}\leq R}, se tiene la convergencia en {\displaystyle z}. Por contradicción, supóngase ahora que {\displaystyle \|z_{1}-z_{0}\|>R} y {\displaystyle \textstyle \sum a_{n}(z_{1}-z_{0})^{n}} converge. Los términos {\displaystyle a_{n}(z_{1}-z_{0})^{n}}están acotados en valor absoluto porque se aproximan al 0. Así, por el lema de Abel-Weierstrass, si {\displaystyle R<r<\|z_{1}-z_{0}\|}, entonces {\displaystyle a_{n}(z_{1}-z_{0})^{n}} converge absolutamente si {\displaystyle z_{1}\in A_{r}}. Por lo tanto {\displaystyle \textstyle \sum \|a_{n}\|r^{n}} converge. Esto significa, por definición de {\displaystyle R}, que {\displaystyle R<R}, llegando a la contradicción, por tanto si {\displaystyle \|z_{1}-z_{0}\|>R}, la serie diverge. Se ha demostrado que la convergencia es uniforme y absoluta en cada disco cerrado {\displaystyle A_{r}} estrictamente menor y, por tanto, en cualquier disco cerrado en A. |

## Ejemplos
La serie geométrica
{\displaystyle \sum _{n=0}^{\infty }x^{n}=1+x+x^{2}+x^{3}+\cdots ={\frac {1}{1-x}},}

La función exponencial (en azul), y la suma de sus primeros n+1 términos de su serie de Maclaurin (en rojo).

es una serie de potencias, absolutamente convergente si {\displaystyle |x|<1} y divergente si {\displaystyle |x|>1} o {\displaystyle |x|=1} y es uno de los ejemplos más importantes de este tipo de series, como también lo son la fórmula de la función exponencial
{\displaystyle e^{x}=\sum _{n=0}^{\infty }{\frac {x^{n}}{n!}}=1+x+{\frac {x^{2}}{2!}}+{\frac {x^{3}}{3!}}+\cdots ,}
y la fórmula del seno
{\displaystyle \sin(x)=\sum _{n=0}^{\infty }{\frac {(-1)^{n}x^{2n+1}}{(2n+1)!}}=x-{\frac {x^{3}}{3!}}+{\frac {x^{5}}{5!}}-{\frac {x^{7}}{7!}}+\cdots ,}
válidas para todos los reales x. Estas series de potencias son ejemplos de series de Taylor.